# Steve Foster
Stephen Brian Foster (Portsmouth, 24 settembre 1957) è un ex calciatore inglese, di ruolo difensore.

## Carriera

### Club
Iniziò la sua carriera calcistica nel 1975 al Portsmouth, giocandoci fino al 1979, quando passò al Brighton. Durante la sua permanenza al Brighton, Foster ottenne 3 presenze con la Nazionale di calcio inglese, partecipò al campionato del mondo 1982 e giunse alla finale di FA Cup del 1983.
Dopo cinque stagioni, nel marzo 1984 Foster fu ceduto all'Aston Villa, ma dopo otto mesi, nel novembre dello stesso anno si trasferì al Luton Town. In questo club diventò capitano e titolare nel centro della difesa, guidando la squadra alla conquista della Football League Cup vinta contro l'Arsenal nel 1988.
Nel 1989 passò al Oxford United, per poi trascorrere gli ultimi quattro anni di carriera nuovamente al Brighton.
Nel gennaio 2008 fu nominato membro di un consorzio anglo-americano, di cui faceva parte anche il presentatore della BBC Nick Owen, che si poneva come obiettivo l'acquisto della proprietà del Luton Town.

### Nazionale
Nel 1980 ha giocato una partita con la nazionale inglese Under-21, mentre nel 1982 ha giocato 3 partite con la nazionale maggiore.

## Palmarès

### Club

#### Competizioni nazionali
- Coppa di Lega inglese: 1

Luton Town: 1987-1988